# Неймайр, Мельхиор
Мельхиор Неймайр (нем. Melchior Neumayr; 24 октября 1845, Мюнхен — 29 января 1890, Вена) — геолог-палеонтолог.
С 1868 по 1872 г. геолог государственного геологического общества в Вене. С 1873 г. экстраординарный, а с 1880 г. — ординарный профессор палеонтологии Венского университета. Совершил множество научных поездок в Карпаты, Альпы, по Италии, Далмации, Балканскому полуострову и Малой Азии. 
Известен как автор популярного сочинения «Erdgeschichte» (Лейпциг, 1895, 2-е переработанное Улигом издание; переводится на русский язык выпусками, 1897 г.), вошедшего в серию изданий лейпцигского библиографического института. Среди специалистов имя Н. пользуется также большим уважением за его многочисленные, тщательно выполненные палеонтологические работы. 
Кроме упомянутого сочинения, Неймайр написал: «Jurastudien» («Jahrbuch der Geolog.-Reichsaustalt», т. 20 и 21), «Cephalopoden der Oolithe von Balin» («Abhandlungen d. Geolog.-Reichsanstalt», т. 5), «Fauna der Schichten mit Aspidoceras acanthicum» (ibid.), «Zur Morphologie des Bivalvenschlosses» («Sitzungsberichte der Wiener Academie», т. 88), «Morphologische Studien an fossilen Echinodermen» (ib., т. 84), «Die natürlichen Verwandschaftsverhältnisse der schalentragenden Foraminiferen» (ib., т. 47), «Ueber klimatische Zonen der Jura- und Kreideperiode» («Denkschr. d. Wiener Academie», т. 47), «Ueber unvermittelt auftretende Cephalopodentypen im Jura Mitteleuropas» («Jahrbuch d. Geolog. Reichsanstalt», т. 18), «Kongerien- u. Paludinenschichten Westslawoniens» («Abhandl. d. Geolog. Reichsanstalt», т. 7), «Die Stämme des Tierriechs» (ч. I, Вена и Прага, 1889) и некоторые др.